# Vuelta a la Comunidad Valenciana 2022
La 73.ª edición de la competición ciclista Vuelta a la Comunidad Valenciana fue una carrera de ciclismo en ruta por etapas que se celebró entre el 2 y el 6 de febrero en España, con inicio en el municipio de la Comunidad Valenciana de Alquerías del Niño Perdido y final en la ciudad de Valencia sobre un recorrido de 779 kilómetros.
La carrera formó parte del UCI ProSeries 2022, calendario ciclístico mundial de segunda división, dentro de la categoría UCI 2.Pro y fue ganada por el ruso Aleksandr Vlasov del Bora-Hansgrohe. Completaron el podio, como segundo y tercer clasificado respectivamente, el belga Remco Evenepoel del Quick-Step Alpha Vinyl y el español Carlos Rodríguez del INEOS Grenadiers.

## Equipos participantes
Tomaron parte en la carrera 23 equipos: 15 de categoría UCI WorldTeam invitados por la organización y 8 de categoría UCI ProTeam. Formaron así un pelotón de 159 ciclistas de los que acabaron 117. Los equipos participantes fueron:
| WorldTeams (15)- Groupama-FDJ - Ineos Grenadiers - Trek-Segafredo - BikeExchange-Jayco - Intermarché-Wanty-Gobert Matériaux - Jumbo-Visma - Israel-Premier Tech - Astana Qazaqstan Team - Movistar Team - UAE Team Emirates - Quick-Step Alpha Vinyl - Bora-Hansgrohe - AG2R Citroën Team - Team DSM - Bahrain Victorious ProTeams (8)- Burgos-BH - Caja Rural-Seguros RGA - Human Powered Health - Euskaltel-Euskadi - B&B Hotels-KTM - Bingoal Pauwels Sauces WB - Equipo Kern Pharma - Gazprom-RusVelo |
| |

## Recorrido
La Vuelta a la Comunidad Valenciana dispuso de cinco etapas para un recorrido total de 626 kilómetros.
| Etapa     | Fecha    | Recorrido                                       | type             | Distancia (km) | Desnivel (m) | Ganador          | Líder            |
| --------- | -------- | ----------------------------------------------- | ---------------- | -------------- | ------------ | ---------------- | ---------------- |
| 1.ª etapa | 2 de feb | Alquerías del Niño Perdido – Torralba del Pinar | etapa de montaña | 166,7          | 3141 m       | Remco Evenepoel  | Remco Evenepoel  |
| 2.ª etapa | 3 de feb | Bétera – Torrente                               | etapa escarpada  | 172,1          | 2408 m       | Fabio Jakobsen   | Remco Evenepoel  |
| 3.ª etapa | 4 de feb | Alicante – Sierra del Maigmó                    | etapa de montaña | 155,1          | 3616 m       | Aleksandr Vlásov | Aleksandr Vlásov |
| 4.ª etapa | 5 de feb | Orihuela – Torrevieja                           | etapa llana      | 193,1          | 1236 m       | Matteo Moschetti | Aleksandr Vlásov |
| 5.ª etapa | 6 de feb | Paterna – Valencia                              | etapa llana      | 92             | 706 m        | Fabio Jakobsen   | Aleksandr Vlásov |

## Desarrollo de la carrera

### 1.ª etapa
| Alquerías del Niño Perdido - Torralba del Pinar | etapa de montaña | (166,7 km) |

| \| Clasificación de la etapa \| Clasificación de la etapa \| Clasificación de la etapa \| Clasificación de la etapa \| Clasificación de la etapa \| \| Ciclista \| Ciclista \| Equipo \| Tiempo \| \| \| ------------------------- \| ------------------------- \| ------------------------- \| ------------------------- \| ------------------------- \| \| 1.º \| Remco Evenepoel \| Quick-Step Alpha Vinyl \| 4 h 16 min 32 s \| \| \| 2.º \| Aleksandr Vlásov \| Bora-Hansgrohe \| + 16 s \| \| \| 3.º \| Carlos Rodríguez \| Ineos Grenadiers \| + 31 s \| \| \| 4.º \| Enric Mas \| Movistar Team \| + 32 s \| \| \| 5.º \| Luis León Sánchez \| Bahrain Victorious \| + 32 s \| \| \| 6.º \| Antwan Tolhoek \| Trek-Segafredo \| + 32 s \| \| \| 7.º \| Alejandro Valverde \| Movistar Team \| + 32 s \| \| \| 8.º \| Jakob Fuglsang \| Israel-Premier Tech \| + 32 s \| \| \| 9.º \| Matej Mohorič \| Bahrain Victorious \| + 42 s \| \| \| 10.º \| David de la Cruz \| Astana Qazaqstan Team \| + 53 s \| \| |                    |                        |                 |
| |                    |                        |                 |
| Fuente: ProCyclingStats |                    |                        |                 |
| Clasificación de la etapa |                    |                        |                 |
| Ciclista | Ciclista           | Equipo                 | Tiempo          |
| 1.º | Remco Evenepoel    | Quick-Step Alpha Vinyl | 4 h 16 min 32 s |
| 2.º | Aleksandr Vlásov   | Bora-Hansgrohe         | + 16 s          |
| 3.º | Carlos Rodríguez   | Ineos Grenadiers       | + 31 s          |
| 4.º | Enric Mas          | Movistar Team          | + 32 s          |
| 5.º | Luis León Sánchez  | Bahrain Victorious     | + 32 s          |
| 6.º | Antwan Tolhoek     | Trek-Segafredo         | + 32 s          |
| 7.º | Alejandro Valverde | Movistar Team          | + 32 s          |
| 8.º | Jakob Fuglsang     | Israel-Premier Tech    | + 32 s          |
| 9.º | Matej Mohorič      | Bahrain Victorious     | + 42 s          |
| 10.º | David de la Cruz   | Astana Qazaqstan Team  | + 53 s          |

| \| Clasificación general \| Clasificación general \| Clasificación general \| Clasificación general \| Clasificación general \| \| Ciclista \| Ciclista \| Equipo \| Tiempo \| \| \| --------------------- \| --------------------- \| ---------------------- \| --------------------- \| --------------------- \| \| 1.º \| Remco Evenepoel \| Quick-Step Alpha Vinyl \| 4 h 16 min 22 s \| \| \| 2.º \| Aleksandr Vlásov \| Bora-Hansgrohe \| + 19 s \| \| \| 3.º \| Carlos Rodríguez \| Ineos Grenadiers \| + 37 s \| \| \| 4.º \| Enric Mas \| Movistar Team \| + 42 s \| \| \| 5.º \| Luis León Sánchez \| Bahrain Victorious \| + 42 s \| \| \| 6.º \| Antwan Tolhoek \| Trek-Segafredo \| + 42 s \| \| \| 7.º \| Alejandro Valverde \| Movistar Team \| + 42 s \| \| \| 8.º \| Jakob Fuglsang \| Israel-Premier Tech \| + 42 s \| \| \| 9.º \| Matej Mohorič \| Bahrain Victorious \| + 48 s \| \| \| 10.º \| David de la Cruz \| Astana Qazaqstan Team \| + 1 min 03 s \| \| |                    |                        |                 |
| |                    |                        |                 |
| Fuente: ProCyclingStats |                    |                        |                 |
| Clasificación general |                    |                        |                 |
| Ciclista | Ciclista           | Equipo                 | Tiempo          |
| 1.º | Remco Evenepoel    | Quick-Step Alpha Vinyl | 4 h 16 min 22 s |
| 2.º | Aleksandr Vlásov   | Bora-Hansgrohe         | + 19 s          |
| 3.º | Carlos Rodríguez   | Ineos Grenadiers       | + 37 s          |
| 4.º | Enric Mas          | Movistar Team          | + 42 s          |
| 5.º | Luis León Sánchez  | Bahrain Victorious     | + 42 s          |
| 6.º | Antwan Tolhoek     | Trek-Segafredo         | + 42 s          |
| 7.º | Alejandro Valverde | Movistar Team          | + 42 s          |
| 8.º | Jakob Fuglsang     | Israel-Premier Tech    | + 42 s          |
| 9.º | Matej Mohorič      | Bahrain Victorious     | + 48 s          |
| 10.º | David de la Cruz   | Astana Qazaqstan Team  | + 1 min 03 s    |

### 2.ª etapa
| Bétera - Torrente | etapa escarpada | (172,1 km) |

| \| Clasificación de la etapa \| Clasificación de la etapa \| Clasificación de la etapa \| Clasificación de la etapa \| Clasificación de la etapa \| \| Ciclista \| Ciclista \| Equipo \| Tiempo \| \| \| ------------------------- \| ------------------------- \| ---------------------------------- \| ------------------------- \| ------------------------- \| \| 1.º \| Fabio Jakobsen \| Quick-Step Alpha Vinyl \| 4 h 09 min 51 s \| \| \| 2.º \| Juan Sebastián Molano \| UAE Team Emirates \| + 0 s \| \| \| 3.º \| Elia Viviani \| Ineos Grenadiers \| + 0 s \| \| \| 4.º \| Matej Mohorič \| Bahrain Victorious \| + 0 s \| \| \| 5.º \| Alexander Kristoff \| Intermarché-Wanty-Gobert Matériaux \| + 0 s \| \| \| 6.º \| Luca Mozzato \| B&B Hotels-KTM \| + 0 s \| \| \| 7.º \| Remco Evenepoel \| Quick-Step Alpha Vinyl \| + 0 s \| \| \| 8.º \| Andrea Pasqualon \| Intermarché-Wanty-Gobert Matériaux \| + 0 s \| \| \| 9.º \| Laurenz Rex \| Bingoal Pauwels Sauces WB \| + 0 s \| \| \| 10.º \| Jesús Ezquerra \| Burgos-BH \| + 0 s \| \| |                       |                                    |                 |
| |                       |                                    |                 |
| Fuente: ProCyclingStats |                       |                                    |                 |
| Clasificación de la etapa |                       |                                    |                 |
| Ciclista | Ciclista              | Equipo                             | Tiempo          |
| 1.º | Fabio Jakobsen        | Quick-Step Alpha Vinyl             | 4 h 09 min 51 s |
| 2.º | Juan Sebastián Molano | UAE Team Emirates                  | + 0 s           |
| 3.º | Elia Viviani          | Ineos Grenadiers                   | + 0 s           |
| 4.º | Matej Mohorič         | Bahrain Victorious                 | + 0 s           |
| 5.º | Alexander Kristoff    | Intermarché-Wanty-Gobert Matériaux | + 0 s           |
| 6.º | Luca Mozzato          | B&B Hotels-KTM                     | + 0 s           |
| 7.º | Remco Evenepoel       | Quick-Step Alpha Vinyl             | + 0 s           |
| 8.º | Andrea Pasqualon      | Intermarché-Wanty-Gobert Matériaux | + 0 s           |
| 9.º | Laurenz Rex           | Bingoal Pauwels Sauces WB          | + 0 s           |
| 10.º | Jesús Ezquerra        | Burgos-BH                          | + 0 s           |

| \| Clasificación general \| Clasificación general \| Clasificación general \| Clasificación general \| Clasificación general \| \| Ciclista \| Ciclista \| Equipo \| Tiempo \| \| \| --------------------- \| --------------------- \| ---------------------- \| --------------------- \| --------------------- \| \| 1.º \| Remco Evenepoel \| Quick-Step Alpha Vinyl \| 8 h 26 min 13 s \| \| \| 2.º \| Aleksandr Vlásov \| Bora-Hansgrohe \| + 19 s \| \| \| 3.º \| Carlos Rodríguez \| Ineos Grenadiers \| + 37 s \| \| \| 4.º \| Luis León Sánchez \| Bahrain Victorious \| + 42 s \| \| \| 5.º \| Enric Mas \| Movistar Team \| + 42 s \| \| \| 6.º \| Alejandro Valverde \| Movistar Team \| + 42 s \| \| \| 7.º \| Jakob Fuglsang \| Israel-Premier Tech \| + 42 s \| \| \| 8.º \| Antwan Tolhoek \| Trek-Segafredo \| + 42 s \| \| \| 9.º \| Matej Mohorič \| Bahrain Victorious \| + 48 s \| \| \| 10.º \| Juan Ayuso \| UAE Team Emirates \| + 1 min 14 s \| \| |                    |                        |                 |
| |                    |                        |                 |
| Fuente: ProCyclingStats |                    |                        |                 |
| Clasificación general |                    |                        |                 |
| Ciclista | Ciclista           | Equipo                 | Tiempo          |
| 1.º | Remco Evenepoel    | Quick-Step Alpha Vinyl | 8 h 26 min 13 s |
| 2.º | Aleksandr Vlásov   | Bora-Hansgrohe         | + 19 s          |
| 3.º | Carlos Rodríguez   | Ineos Grenadiers       | + 37 s          |
| 4.º | Luis León Sánchez  | Bahrain Victorious     | + 42 s          |
| 5.º | Enric Mas          | Movistar Team          | + 42 s          |
| 6.º | Alejandro Valverde | Movistar Team          | + 42 s          |
| 7.º | Jakob Fuglsang     | Israel-Premier Tech    | + 42 s          |
| 8.º | Antwan Tolhoek     | Trek-Segafredo         | + 42 s          |
| 9.º | Matej Mohorič      | Bahrain Victorious     | + 48 s          |
| 10.º | Juan Ayuso         | UAE Team Emirates      | + 1 min 14 s    |

### 3.ª etapa
| Alicante - Sierra del Maigmó | etapa de montaña | (155,1 km) |

| \| Clasificación de la etapa \| Clasificación de la etapa \| Clasificación de la etapa \| Clasificación de la etapa \| Clasificación de la etapa \| \| Ciclista \| Ciclista \| Equipo \| Tiempo \| \| \| ------------------------- \| ------------------------- \| ------------------------- \| ------------------------- \| ------------------------- \| \| 1.º \| Aleksandr Vlásov \| Bora-Hansgrohe \| 4 h 02 min 17 s \| \| \| 2.º \| Carlos Rodríguez \| Ineos Grenadiers \| + 14 s \| \| \| 3.º \| Enric Mas \| Movistar Team \| + 21 s \| \| \| 4.º \| Pello Bilbao \| Bahrain Victorious \| + 29 s \| \| \| 5.º \| Alejandro Valverde \| Movistar Team \| + 29 s \| \| \| 6.º \| Jakob Fuglsang \| Israel-Premier Tech \| + 32 s \| \| \| 7.º \| Giulio Ciccone \| Trek-Segafredo \| + 35 s \| \| \| 8.º \| Remco Evenepoel \| Quick-Step Alpha Vinyl \| + 41 s \| \| \| 9.º \| Luis León Sánchez \| Bahrain Victorious \| + 41 s \| \| \| 10.º \| David de la Cruz \| Astana Qazaqstan Team \| + 50 s \| \| |                    |                        |                 |
| |                    |                        |                 |
| Fuente: ProCyclingStats |                    |                        |                 |
| Clasificación de la etapa |                    |                        |                 |
| Ciclista | Ciclista           | Equipo                 | Tiempo          |
| 1.º | Aleksandr Vlásov   | Bora-Hansgrohe         | 4 h 02 min 17 s |
| 2.º | Carlos Rodríguez   | Ineos Grenadiers       | + 14 s          |
| 3.º | Enric Mas          | Movistar Team          | + 21 s          |
| 4.º | Pello Bilbao       | Bahrain Victorious     | + 29 s          |
| 5.º | Alejandro Valverde | Movistar Team          | + 29 s          |
| 6.º | Jakob Fuglsang     | Israel-Premier Tech    | + 32 s          |
| 7.º | Giulio Ciccone     | Trek-Segafredo         | + 35 s          |
| 8.º | Remco Evenepoel    | Quick-Step Alpha Vinyl | + 41 s          |
| 9.º | Luis León Sánchez  | Bahrain Victorious     | + 41 s          |
| 10.º | David de la Cruz   | Astana Qazaqstan Team  | + 50 s          |

| \| Clasificación general \| Clasificación general \| Clasificación general \| Clasificación general \| Clasificación general \| \| Ciclista \| Ciclista \| Equipo \| Tiempo \| \| \| --------------------- \| --------------------- \| ---------------------- \| --------------------- \| --------------------- \| \| 1.º \| Aleksandr Vlásov \| Bora-Hansgrohe \| 12 h 28 min 39 s \| \| \| 2.º \| Remco Evenepoel \| Quick-Step Alpha Vinyl \| + 32 s \| \| \| 3.º \| Carlos Rodríguez \| Ineos Grenadiers \| + 36 s \| \| \| 4.º \| Enric Mas \| Movistar Team \| + 50 s \| \| \| 5.º \| Alejandro Valverde \| Movistar Team \| + 1 min 02 s \| \| \| 6.º \| Jakob Fuglsang \| Israel-Premier Tech \| + 1 min 05 s \| \| \| 7.º \| Luis León Sánchez \| Bahrain Victorious \| + 1 min 14 s \| \| \| 8.º \| Giulio Ciccone \| Trek-Segafredo \| + 2 min 00 s \| \| \| 9.º \| Pavel Sivakov \| Ineos Grenadiers \| + 2 min 05 s \| \| \| 10.º \| David de la Cruz \| Astana Qazaqstan Team \| + 2 min 28 s \| \| |                    |                        |                  |
| |                    |                        |                  |
| Fuente: ProCyclingStats |                    |                        |                  |
| Clasificación general |                    |                        |                  |
| Ciclista | Ciclista           | Equipo                 | Tiempo           |
| 1.º | Aleksandr Vlásov   | Bora-Hansgrohe         | 12 h 28 min 39 s |
| 2.º | Remco Evenepoel    | Quick-Step Alpha Vinyl | + 32 s           |
| 3.º | Carlos Rodríguez   | Ineos Grenadiers       | + 36 s           |
| 4.º | Enric Mas          | Movistar Team          | + 50 s           |
| 5.º | Alejandro Valverde | Movistar Team          | + 1 min 02 s     |
| 6.º | Jakob Fuglsang     | Israel-Premier Tech    | + 1 min 05 s     |
| 7.º | Luis León Sánchez  | Bahrain Victorious     | + 1 min 14 s     |
| 8.º | Giulio Ciccone     | Trek-Segafredo         | + 2 min 00 s     |
| 9.º | Pavel Sivakov      | Ineos Grenadiers       | + 2 min 05 s     |
| 10.º | David de la Cruz   | Astana Qazaqstan Team  | + 2 min 28 s     |

### 4.ª etapa
| Orihuela - Torrevieja | etapa llana | (193,1 km) |

| \| Clasificación de la etapa \| Clasificación de la etapa \| Clasificación de la etapa \| Clasificación de la etapa \| Clasificación de la etapa \| \| Ciclista \| Ciclista \| Equipo \| Tiempo \| \| \| ------------------------- \| ------------------------- \| ---------------------------------- \| ------------------------- \| ------------------------- \| \| 1.º \| Matteo Moschetti \| Trek-Segafredo \| 4 h 32 min 17 s \| \| \| 2.º \| Manuel Peñalver \| Burgos-BH \| + 0 s \| \| \| 3.º \| Alexander Kristoff \| Intermarché-Wanty-Gobert Matériaux \| + 0 s \| \| \| 4.º \| Elia Viviani \| Ineos Grenadiers \| + 0 s \| \| \| 5.º \| Fabio Jakobsen \| Quick-Step Alpha Vinyl \| + 0 s \| \| \| 6.º \| Stanisław Aniołkowski \| Bingoal Pauwels Sauces WB \| + 0 s \| \| \| 7.º \| Juan Sebastián Molano \| UAE Team Emirates \| + 0 s \| \| \| 8.º \| Timothy Dupont \| Bingoal Pauwels Sauces WB \| + 0 s \| \| \| 9.º \| Matej Mohorič \| Bahrain Victorious \| + 0 s \| \| \| 10.º \| Luca Mozzato \| B&B Hotels-KTM \| + 0 s \| \| |                       |                                    |                 |
| |                       |                                    |                 |
| Fuente: ProCyclingStats |                       |                                    |                 |
| Clasificación de la etapa |                       |                                    |                 |
| Ciclista | Ciclista              | Equipo                             | Tiempo          |
| 1.º | Matteo Moschetti      | Trek-Segafredo                     | 4 h 32 min 17 s |
| 2.º | Manuel Peñalver       | Burgos-BH                          | + 0 s           |
| 3.º | Alexander Kristoff    | Intermarché-Wanty-Gobert Matériaux | + 0 s           |
| 4.º | Elia Viviani          | Ineos Grenadiers                   | + 0 s           |
| 5.º | Fabio Jakobsen        | Quick-Step Alpha Vinyl             | + 0 s           |
| 6.º | Stanisław Aniołkowski | Bingoal Pauwels Sauces WB          | + 0 s           |
| 7.º | Juan Sebastián Molano | UAE Team Emirates                  | + 0 s           |
| 8.º | Timothy Dupont        | Bingoal Pauwels Sauces WB          | + 0 s           |
| 9.º | Matej Mohorič         | Bahrain Victorious                 | + 0 s           |
| 10.º | Luca Mozzato          | B&B Hotels-KTM                     | + 0 s           |

| \| Clasificación general \| Clasificación general \| Clasificación general \| Clasificación general \| Clasificación general \| \| Ciclista \| Ciclista \| Equipo \| Tiempo \| \| \| --------------------- \| --------------------- \| ---------------------- \| --------------------- \| --------------------- \| \| 1.º \| Aleksandr Vlásov \| Bora-Hansgrohe \| 17 h 00 min 56 s \| \| \| 2.º \| Remco Evenepoel \| Quick-Step Alpha Vinyl \| + 32 s \| \| \| 3.º \| Carlos Rodríguez \| Ineos Grenadiers \| + 36 s \| \| \| 4.º \| Enric Mas \| Movistar Team \| + 50 s \| \| \| 5.º \| Alejandro Valverde \| Movistar Team \| + 1 min 02 s \| \| \| 6.º \| Jakob Fuglsang \| Israel-Premier Tech \| + 1 min 05 s \| \| \| 7.º \| Luis León Sánchez \| Bahrain Victorious \| + 1 min 14 s \| \| \| 8.º \| Giulio Ciccone \| Trek-Segafredo \| + 2 min 00 s \| \| \| 9.º \| Pavel Sivakov \| Ineos Grenadiers \| + 2 min 05 s \| \| \| 10.º \| David de la Cruz \| Astana Qazaqstan Team \| + 2 min 28 s \| \| |                    |                        |                  |
| |                    |                        |                  |
| Fuente: ProCyclingStats |                    |                        |                  |
| Clasificación general |                    |                        |                  |
| Ciclista | Ciclista           | Equipo                 | Tiempo           |
| 1.º | Aleksandr Vlásov   | Bora-Hansgrohe         | 17 h 00 min 56 s |
| 2.º | Remco Evenepoel    | Quick-Step Alpha Vinyl | + 32 s           |
| 3.º | Carlos Rodríguez   | Ineos Grenadiers       | + 36 s           |
| 4.º | Enric Mas          | Movistar Team          | + 50 s           |
| 5.º | Alejandro Valverde | Movistar Team          | + 1 min 02 s     |
| 6.º | Jakob Fuglsang     | Israel-Premier Tech    | + 1 min 05 s     |
| 7.º | Luis León Sánchez  | Bahrain Victorious     | + 1 min 14 s     |
| 8.º | Giulio Ciccone     | Trek-Segafredo         | + 2 min 00 s     |
| 9.º | Pavel Sivakov      | Ineos Grenadiers       | + 2 min 05 s     |
| 10.º | David de la Cruz   | Astana Qazaqstan Team  | + 2 min 28 s     |

### 5.ª etapa
| Paterna - Valencia | etapa llana | (92 km) |

| \| Clasificación de la etapa \| Clasificación de la etapa \| Clasificación de la etapa \| Clasificación de la etapa \| Clasificación de la etapa \| \| Ciclista \| Ciclista \| Equipo \| Tiempo \| \| \| ------------------------- \| ------------------------- \| ---------------------------------- \| ------------------------- \| ------------------------- \| \| 1.º \| Fabio Jakobsen \| Quick-Step Alpha Vinyl \| 1 h 55 min 49 s \| \| \| 2.º \| Elia Viviani \| Ineos Grenadiers \| + 0 s \| \| \| 3.º \| Alexander Kristoff \| Intermarché-Wanty-Gobert Matériaux \| + 0 s \| \| \| 4.º \| Timothy Dupont \| Bingoal Pauwels Sauces WB \| + 0 s \| \| \| 5.º \| Stanisław Aniołkowski \| Bingoal Pauwels Sauces WB \| + 0 s \| \| \| 6.º \| Matteo Trentin \| UAE Team Emirates \| + 0 s \| \| \| 7.º \| Manuel Peñalver \| Burgos-BH \| + 0 s \| \| \| 8.º \| Juan Sebastián Molano \| UAE Team Emirates \| + 0 s \| \| \| 9.º \| Fernando Barceló \| Caja Rural-Seguros RGA \| + 0 s \| \| \| 10.º \| Michael Mørkøv \| Quick-Step Alpha Vinyl \| + 0 s \| \| |                       |                                    |                 |
| |                       |                                    |                 |
| Fuente: ProCyclingStats |                       |                                    |                 |
| Clasificación de la etapa |                       |                                    |                 |
| Ciclista | Ciclista              | Equipo                             | Tiempo          |
| 1.º | Fabio Jakobsen        | Quick-Step Alpha Vinyl             | 1 h 55 min 49 s |
| 2.º | Elia Viviani          | Ineos Grenadiers                   | + 0 s           |
| 3.º | Alexander Kristoff    | Intermarché-Wanty-Gobert Matériaux | + 0 s           |
| 4.º | Timothy Dupont        | Bingoal Pauwels Sauces WB          | + 0 s           |
| 5.º | Stanisław Aniołkowski | Bingoal Pauwels Sauces WB          | + 0 s           |
| 6.º | Matteo Trentin        | UAE Team Emirates                  | + 0 s           |
| 7.º | Manuel Peñalver       | Burgos-BH                          | + 0 s           |
| 8.º | Juan Sebastián Molano | UAE Team Emirates                  | + 0 s           |
| 9.º | Fernando Barceló      | Caja Rural-Seguros RGA             | + 0 s           |
| 10.º | Michael Mørkøv        | Quick-Step Alpha Vinyl             | + 0 s           |

## Clasificaciones finales
- Las clasificaciones finalizaron de la siguiente forma:[4]

### Clasificación general
| \| Clasificación general \| Clasificación general \| Clasificación general \| Clasificación general \| Clasificación general \| \| Ciclista \| Ciclista \| Equipo \| Tiempo \| \| \| --------------------- \| --------------------- \| ---------------------- \| --------------------- \| --------------------- \| \| 1.º \| Aleksandr Vlásov \| Bora-Hansgrohe \| 18 h 56 min 45 s \| \| \| 2.º \| Remco Evenepoel \| Quick-Step Alpha Vinyl \| + 32 s \| \| \| 3.º \| Carlos Rodríguez \| Ineos Grenadiers \| + 36 s \| \| \| 4.º \| Enric Mas \| Movistar Team \| + 50 s \| \| \| 5.º \| Alejandro Valverde \| Movistar Team \| + 1 min 02 s \| \| \| 6.º \| Jakob Fuglsang \| Israel-Premier Tech \| + 1 min 05 s \| \| \| 7.º \| Luis León Sánchez \| Bahrain Victorious \| + 1 min 14 s \| \| \| 8.º \| Giulio Ciccone \| Trek-Segafredo \| + 2 min 00 s \| \| \| 9.º \| Pavel Sivakov \| Ineos Grenadiers \| + 2 min 05 s \| \| \| 10.º \| David de la Cruz \| Astana Qazaqstan Team \| + 2 min 28 s \| \| |                    |                        |                  |
| |                    |                        |                  |
| Fuente: ProCyclingStats |                    |                        |                  |
| Clasificación general |                    |                        |                  |
| Ciclista | Ciclista           | Equipo                 | Tiempo           |
| 1.º | Aleksandr Vlásov   | Bora-Hansgrohe         | 18 h 56 min 45 s |
| 2.º | Remco Evenepoel    | Quick-Step Alpha Vinyl | + 32 s           |
| 3.º | Carlos Rodríguez   | Ineos Grenadiers       | + 36 s           |
| 4.º | Enric Mas          | Movistar Team          | + 50 s           |
| 5.º | Alejandro Valverde | Movistar Team          | + 1 min 02 s     |
| 6.º | Jakob Fuglsang     | Israel-Premier Tech    | + 1 min 05 s     |
| 7.º | Luis León Sánchez  | Bahrain Victorious     | + 1 min 14 s     |
| 8.º | Giulio Ciccone     | Trek-Segafredo         | + 2 min 00 s     |
| 9.º | Pavel Sivakov      | Ineos Grenadiers       | + 2 min 05 s     |
| 10.º | David de la Cruz   | Astana Qazaqstan Team  | + 2 min 28 s     |

### Clasificación de la montaña
| Clasificación de la montaña | Clasificación de la montaña | Clasificación de la montaña        | Clasificación de la montaña | Clasificación de la montaña |
| Ciclista                    | Ciclista                    | Equipo                             | Puntos                      |                             |
| --------------------------- | --------------------------- | ---------------------------------- | --------------------------- | --------------------------- |
| 1.º                         | Benjamin King               | Human Powered Health               | 30 pts                      |                             |
| 2.º                         | Aleksandr Vlásov            | Bora-Hansgrohe                     | 14 pts                      |                             |
| 3.º                         | Jan Tratnik                 | Bahrain Victorious                 | 10 pts                      |                             |
| 4.º                         | Remco Evenepoel             | Quick-Step Alpha Vinyl             | 8 pts                       |                             |
| 5.º                         | Carlos Rodríguez            | Ineos Grenadiers                   | 8 pts                       |                             |
| 6.º                         | Enric Mas                   | Movistar Team                      | 8 pts                       |                             |
| 7.º                         | Sven Erik Bystrøm           | Intermarché-Wanty-Gobert Matériaux | 6 pts                       |                             |
| 8.º                         | Attila Valter               | Groupama-FDJ                       | 6 pts                       |                             |
| 9.º                         | Joan Bou                    | Euskaltel-Euskadi                  | 6 pts                       |                             |
| 10.º                        | Jesús Ezquerra              | Burgos-BH                          | 6 pts                       |                             |

### Clasificación de los puntos
| Clasificación por puntos | Clasificación por puntos | Clasificación por puntos           | Clasificación por puntos | Clasificación por puntos |
| Ciclista                 | Ciclista                 | Equipo                             | Puntos                   |                          |
| ------------------------ | ------------------------ | ---------------------------------- | ------------------------ | ------------------------ |
| 1.º                      | Fabio Jakobsen           | Quick-Step Alpha Vinyl             | 62 pts                   |                          |
| 2.º                      | Aleksandr Vlásov         | Bora-Hansgrohe                     | 50 pts                   |                          |
| 3.º                      | Elia Viviani             | Ineos Grenadiers                   | 50 pts                   |                          |
| 4.º                      | Alexander Kristoff       | Intermarché-Wanty-Gobert Matériaux | 44 pts                   |                          |
| 5.º                      | Remco Evenepoel          | Quick-Step Alpha Vinyl             | 42 pts                   |                          |
| 6.º                      | Juan Sebastián Molano    | UAE Team Emirates                  | 37 pts                   |                          |
| 7.º                      | Carlos Rodríguez         | Ineos Grenadiers                   | 36 pts                   |                          |
| 8.º                      | Matej Mohorič            | Bahrain Victorious                 | 32 pts                   |                          |
| 9.º                      | Manuel Peñalver          | Burgos-BH                          | 31 pts                   |                          |
| 10.º                     | Enric Mas                | Movistar Team                      | 30 pts                   |                          |

### Clasificación de los jóvenes
| Clasificación del mejor joven | Clasificación del mejor joven | Clasificación del mejor joven | Clasificación del mejor joven | Clasificación del mejor joven |
| Ciclista                      | Ciclista                      | Equipo                        | Tiempo                        |                               |
| ----------------------------- | ----------------------------- | ----------------------------- | ----------------------------- | ----------------------------- |
| 1.º                           | Remco Evenepoel               | Quick-Step Alpha Vinyl        | 18 h 57 min 17 s              |                               |
| 2.º                           | Carlos Rodríguez              | Ineos Grenadiers              | + 4 s                         |                               |
| 3.º                           | Pavel Sivakov                 | Ineos Grenadiers              | + 1 min 33 s                  |                               |
| 4.º                           | Juan Ayuso                    | UAE Team Emirates             | + 3 min 56 s                  |                               |
| 5.º                           | Maxime Chevalier              | B&B Hotels-KTM                | + 4 min 35 s                  |                               |
| 6.º                           | Attila Valter                 | Groupama-FDJ                  | + 4 min 54 s                  |                               |
| 7.º                           | José Félix Parra              | Equipo Kern Pharma            | + 6 min 19 s                  |                               |
| 8.º                           | Pelayo Sánchez                | Burgos-BH                     | + 6 min 49 s                  |                               |
| 9.º                           | Axel Laurance                 | B&B Hotels-KTM                | + 8 min 17 s                  |                               |
| 10.º                          | Asbjørn Hellemose             | Trek-Segafredo                | + 10 min 28 s                 |                               |

### Clasificación por equipos
| Clasificación por equipos | Clasificación por equipos | Clasificación por equipos | Clasificación por equipos |
| Equipo                    | Equipo                    | Tiempo                    |                           |
| ------------------------- | ------------------------- | ------------------------- | ------------------------- |
| 1.º                       | Ineos Grenadiers          | 56 h 56 min 00 s          |                           |
| 2.º                       | Bahrain Victorious        | + 31 s                    |                           |
| 3.º                       | Trek-Segafredo            | + 6 min 51 s              |                           |
| 4.º                       | Astana Qazaqstan Team     | + 6 min 51 s              |                           |
| 5.º                       | Movistar Team             | + 7 min 02 s              |                           |
| 6.º                       | Euskaltel-Euskadi         | + 8 min 18 s              |                           |
| 7.º                       | Israel-Premier Tech       | + 10 min 09 s             |                           |
| 8.º                       | Gazprom-RusVelo           | + 14 min 41 s             |                           |
| 9.º                       | Bora-Hansgrohe            | + 19 min 39 s             |                           |
| 10.º                      | Groupama-FDJ              | + 20 min 08 s             |                           |

## Evolución de las clasificaciones
| Etapa                   | Vencedor                | Clasificación general | Clasificación de la montaña | Clasificación de los puntos | Clasificación de los jóvenes | Clasificación por equipos |
| ----------------------- | ----------------------- | --------------------- | --------------------------- | --------------------------- | ---------------------------- | ------------------------- |
| 1.ª                     | Remco Evenepoel         | Remco Evenepoel       | Benjamin King               | Remco Evenepoel             | Remco Evenepoel              | Bahrain Victorious        |
| 2.ª                     | Fabio Jakobsen          | Remco Evenepoel       | Benjamin King               | Remco Evenepoel             | Remco Evenepoel              | Bahrain Victorious        |
| 3.ª                     | Aleksandr Vlasov        | Aleksandr Vlasov      | Benjamin King               | Aleksandr Vlasov            | Remco Evenepoel              | INEOS Grenadiers          |
| 4.ª                     | Matteo Moschetti        | Aleksandr Vlasov      | Benjamin King               | Aleksandr Vlasov            | Remco Evenepoel              | INEOS Grenadiers          |
| 5.ª                     | Fabio Jakobsen          | Aleksandr Vlasov      | Benjamin King               | Fabio Jakobsen              | Remco Evenepoel              | INEOS Grenadiers          |
| Clasificaciones finales | Clasificaciones finales | Aleksandr Vlasov      | Benjamin King               | Fabio Jakobsen              | Remco Evenepoel              | INEOS Grenadiers          |

## Ciclistas participantes y posiciones finales
Convenciones:
- AB-N: Abandono en la etapa "N"
- FLT-N: Retiro por arribo fuera del límite de tiempo en la etapa "N"
- NTS-N: No tomó la salida para la etapa "N"
- DES-N: Descalificado o expulsado en la etapa "N"

## UCI World Ranking
La Vuelta a la Comunidad Valenciana otorgó puntos para el UCI World Ranking para corredores de los equipos en las categorías UCI WorldTeam, UCI ProTeam y Equipos Continentales. Las siguientes tablas son el baremo de puntuación y los diez corredores que obtuvieron más puntos:
| Posición              | 1.º | 2.º | 3.º | 4.º | 5.º | 6.º | 7.º | 8.º | 9.º | 10.º | 11.º | 12.º | 13.º | 14.º | 15.º | 16.º-30.º | 31.º-40.º |
| Clasificación general | 200 | 150 | 125 | 100 | 85  | 70  | 60  | 50  | 40  | 35   | 30   | 25   | 20   | 15   | 10   | 5         | 3         |
| Por etapa             | 20  | 10  | 5   |     |     |     |     |     |     |      |      |      |      |      |      |           |           |
| Líder                 | 5   |     |     |     |     |     |     |     |     |      |      |      |      |      |      |           |           |

| Clasificación |                    |                        |         |       |       |       |
| Posición      | Ciclista           | Equipo                 | General | Etapa | Líder | Total |
| ------------- | ------------------ | ---------------------- | ------- | ----- | ----- | ----- |
| 1.º           | Aleksandr Vlasov   | Bora-Hansgrohe         | 200     | 30    | 10    | 240   |
| 2.º           | Remco Evenepoel    | Quick-Step Alpha Vinyl | 150     | 20    | 10    | 180   |
| 3.º           | Carlos Rodríguez   | INEOS Grenadiers       | 125     | 15    | -     | 140   |
| 4.º           | Enric Mas          | Movistar               | 100     | 5     | -     | 105   |
| 5.º           | Alejandro Valverde | Movistar               | 85      | -     | -     | 85    |
| 6.º           | Jakob Fuglsang     | Israel-Premier Tech    | 70      | -     | -     | 70    |
| 7.º           | Luis León Sánchez  | Bahrain Victorious     | 60      | -     | -     | 60    |
| 8.º           | Giulio Ciccone     | Trek-Segafredo         | 50      | -     | -     | 50    |
| 9.º           | Fabio Jakobsen     | Quick-Step Alpha Vinyl | -       | 40    | -     | 40    |
| 10.º          | Pavel Sivakov      | INEOS Grenadiers       | 40      | -     | -     | 40    |